# Верейски проход
Верейският проход е планински проход в Стара планина, България.
Проходът започва от гр. Крън, община Казанлък, област Стара Загора, обилно водоснабден от карстови извори, където са съществували много странноприемници, и завършва северно от с. Боженци, община Габрово, област Габрово.
В миналото активно обслужва връзката между Северна и Южна България, като се започне от траките, мине се през Римската империя, Византийската империя, Османската империя и се стигне до Освобождението на България от турското владичество.
След като се прокарва Шипченският проход движението по Верейския проход се преустановява.